# بزافیبرات
رده درمانی: پایین آورنده چربی خون.
اشکال دارویی: کپسول

## موارد مصرف
بزافیبرات برای درمان افزایش چربی خون از نوع تری گلیسیرید استفاده می‌گردد.

## مکانیسم اثر
بزافیبرات از ساخته‌شدن تری‌گلیسریدها در بدن جلوگیری می‌کند و موجب افزایش ترشح استرول‌های خنثی می‌شود.

## عوارض جانبی
تهوع، استفراغ، سوءهاضمه، افزایش آنزیم‌های کبدی، التهاب حفره دهان، نفخ، گاستریت، کهیر، خارش، خشکی پوست، خستگی، ضعف، خواب‌آلودگی، سرگیجه، کاهش میل جنسی، ناتوانی جنسی، سوزش ادرار و پرخوری.